# فينايا سونغكور
فينايا سونغكور، هي ممثلة من مواليد 1984 من موريشيوس، تم ترشيحها لجائزة أكاديمية أفريقيا السينمائية لأفضل ممثلة في دور داعم عن دورها «سافيتا» في فيلم «أطفال ترومارون» في عام 2014.

## مشوارها الفني
في يناير 2015، أصبحت واحدة من مضيفي برنامج «مناجاة الرحم». وفي نوفمبر 2015، مثلت في «تحت الفارانج»، وهي مسرحية كوميدية مبنية على الأدب الموريشي. وفي عام 2012 برزت في «أطفال تراومارون»، وهو فيلم من إخراج هاريكريشنا أنيندين وشروان أناندان، والذي تم عرضه في مهرجان هامبورغ السينمائي 2013. في الفيلم تلعب دور «سافيتا»، وهي فتاة تحاول البقاء على قيد الحياة في مدينة بورت لويس في موريشيوس. في الفيلم «صادق» و «لويوس» و «سافيتا» و «كليليو» كانوا يمارسون الدعارة ووظائف أخرى أكثر بشاعة للبقاء على قيد الحياة، إلى أن كلفت أحدهن حياتها، بعد ذلك قرروا مغادرة المدينة. استند الفيلم إلى رواية أناندا ديفي. أكسبها دورها ترشيحًا لجائزةالأكاديمية الأفريقية للأفلام لأفضل ممثلة مساعدة. وفي مهرجان بانافريكان للسينما والتلفزيون لعام 2013 في واغادوغو فاز الفيلم بجائزة «أومارو غاندا لأفضل عمل أول».

## الحياة الشخصية
اجتازت البكالوريا في فرنسا حيث استقرت مع عائلتها. ثم ذهبت إلى كورس فلورينت - مدرسة التدريب الاحترافية الشهيرة للممثلين - ودرست خلالها المسرح والفنون المرئية في جامعة السوربون نوفيل التي تخرجت منها. في شارع بجوار هذه الجامعة الباريسية، يقدم أوسكار سيستو دروسًا في سينما صغيرة مخصصة للأفلام الأفريقية. انضمت فينايا إلى شركة المعلم الأرجنتيني الشهير بفضل برنامج ستار أكاديمي.